# Liederkreis, Op. 24 (Schumann)

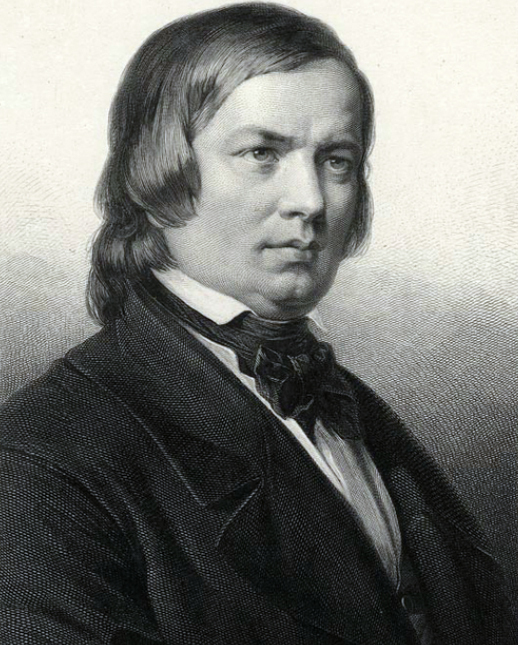
Robert-schumann

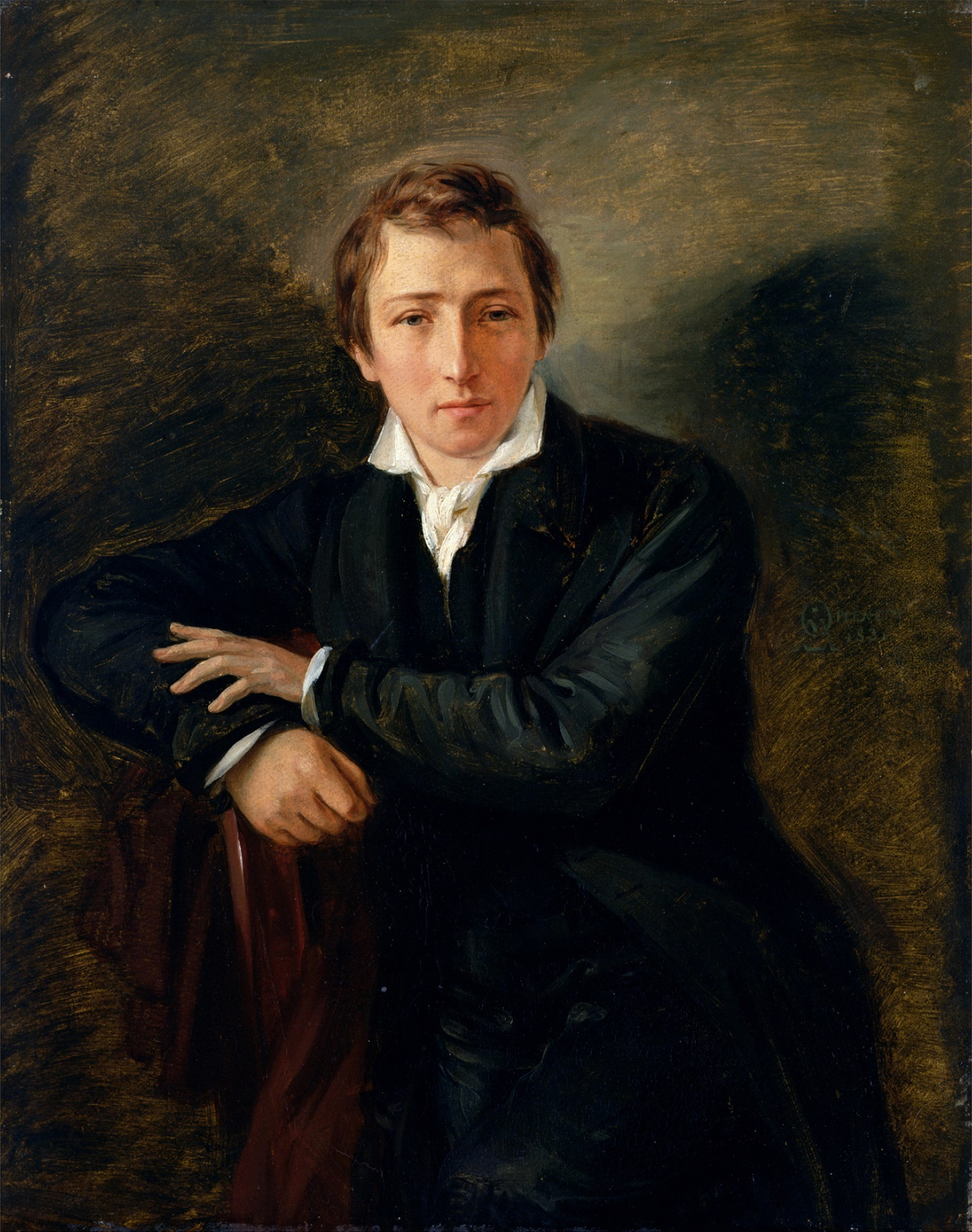
Heinrich Heine-Oppenheim

Liederkreis (Opus 24) is een liederencyclus van Robert Schumann naar gedichten van Heinrich Heine.

## Liederencyclus
De cyclus naar negen gedichten van Heinrich Heine was een van de eerste liedcomposities van Schumann in zijn productieve Liederjahr 1840, onmiddellijk na zijn lang verbeide huwelijk met Clara Wieck, dochter van zijn vroegere pianoleraar Friedrich Wieck, die zich tegen het huwelijk verzet had. De cyclus gaat vooraf aan de eveneens bekende liederencycli van dat jaar Liederkreis (Opus 39) naar gedichten van von Eichendorff, Frauenliebe und –leben (Opus 42) en Dichterliebe (Opus 48) naar eveneens gedichten van Heine.

## Schumann: Liederkreis von Heinrich Heine (Opus 24)
1. Morgens steh' ich auf und frage
Morgens steh' ich auf und frage:

Kommt feins Liebchen heut?

Abends sink' ich hin und klage:

Aus blieb sie auch heut.

In der Nacht mit meinem Kummer

Lieg' ich schlaflos, [wach]

Träumend, wie im halben Schlummer,

Träumend wandle ich bei Tag.

2. Es treibt mich hin
Es treibt mich hin, es treibt mich her!

Noch wenige Stunden, dann soll ich sie schauen,

ie selber, die schönste der schönen Jungfrauen; -

Du [treues]1 Herz, was pochst du so schwer!

Die Stunden sind aber ein faules Volk!

Schleppen sich behaglich träge,

Schleichen gähnend ihre Wege; -

Tummle dich, du faules Volk!

Tobende Eile mich treibend erfaßt!

Aber wohl niemals liebten die Horen; -

Heimlich im grausamen Bunde verschworen,

Spotten sie tückisch der Liebenden Hast.

3. Bäumen
Ich [wandelte] unter den Bäumen

Mit meinem Gram allein;

Da kam das alte Träumen

Und schlich mir ins Herz hinein.

Wer hat euch dies Wörtlein gelehret,

Ihr Vöglein in luftiger Höh'?

Schweigt still! wenn mein Herz es höret,

Dann tut es noch einmal so weh.

"Es kam ein Jungfräulein gegangen,

Die sang es immerfort,

Da haben wir Vöglein gefangen

Das hübsche, goldne Wort."

Das sollt ihr mir nicht [mehr] erzählen,

Ihr Vöglein [wunderschlau]

Ihr wollt meinem Kummer mir stehlen,

Ich aber niemandem trau'.

4. Lieb' Liebchen
Lieb' Liebchen, leg's Händchen [aufs] Herze mein

Ach, hörst du, wie's [pochet] im Kämmerlein?

Da hauset ein Zimmermann schlimm und arg,

Der zimmert mir einen Totensarg.

Es hämmert und klopfet bei Tag und bei Nacht;

Es hat mich schon längst um den Schlaf gebracht.

Ach! sputet Euch, Meister Zimmermann,

Damit ich [balde] schlafen kann.

5. Schöne Wiege meiner Leiden
Schöne Wiege meiner Leiden,

Schönes Grabmal meiner Ruh',

Schöne Stadt, wir müssen scheiden, -

Lebe wohl! ruf' ich dir zu.

Lebe wohl, du heil'ge Schwelle,

Wo da wandelt Liebchen traut;

Lebe wohl! du heil'ge Stelle,

Wo ich sie zuerst geschaut.

Hätt' ich dich doch nie [gesehen],

Schöne Herzenskönigin!

Nimmer wär' es dann geschehen,

Daß ich jetzt so elend bin.

Nie wollt' ich dein Herze rühren,

Liebe hab' ich nie erfleht;

Nur ein stilles Leben führen

Wollt' ich, wo dein Odem weht.

Doch du drängst mich selbst von hinnen,

Bittre Worte spricht dein Mund;

Wahnsinn wühlt in meinen Sinnen,

Und mein Herz ist krank und wund.

Und die Glieder matt und träge

Schlepp' ich fort am Wanderstab,

Bis mein müdes Haupt ich lege

Ferne in ein kühles Grab.

6. Warte, warte wilder Schiffmann
Warte, warte, wilder [Schiffsmann],

Gleich folg' ich zum Hafen dir;

Von zwei Jungfraun nehm' ich Abschied,

Von Europa und von ihr.

Blutquell, rinn' aus meinen Augen,

Blutquell, brich aus meinem Leib,

Daß ich mit dem heißen Blute

Meine Schmerzen niederschreib'.

Ei, mein Lieb, warum just heute

[schauderst du], mein Blut zu sehn?

Sahst mich bleich und herzeblutend

Lange Jahre vor dir [stehn!]

Kennst du noch das alte Liedchen

Von der Schlang' im Paradies,

Die durch schlimme Apfelgabe

Unsern Ahn ins Elend stieß.

Alles Unheil brachten Äpfel!

Eva bracht' damit den Tod,

Eris brachte Trojas Flammen,

Du brachst'st beides, Flamm' und Tod.

7. Berg' und Burgen schaun herunter
Berg' und Burgen schaun herunter

In den spiegelhellen Rhein,

Und mein Schiffchen segelt munter,

Rings umglänzt von Sonnenschein.

Ruhig seh' ich zu dem Spiele

Goldner Wellen, kraus bewegt;

Still erwachen die Gefühle,

Die ich tief im Busen hegt'.

Freundlich grüssend und verheißend

Lockt hinab des Stromes Pracht;

Doch ich kenn' ihn, oben gleißend,

Birgt sein Innres Tod und Nacht.

Oben Lust, im Busen Tücken,

Strom, du bist der Liebsten Bild!

Die kann auch so freundlich nicken,

Lächelt auch so fromm und mild.

8. Anfangs wollt ich fast verzagen
Anfangs wollt' ich fast verzagen,

Und ich glaubt', ich trüg' es nie;

Und ich hab' es doch getragen -

Aber fragt mich nur nicht, wie?

9. Mit Myrten und Rosen
Mit Myrten und Rosen, lieblich und hold,

Mit duft'gen Zypressen und Flittergold,

Möcht' ich zieren dieß Buch wie 'nen Totenschrein],

Und sargen meine Lieder hinein.

O könnt' ich die Liebe sargen hinzu!

[Auf dem] Grabe der Liebe wächst Blümlein der Ruh',

Da blüht es hervor, da pflückt man es ab, -

Doch mir blüht's nur, wenn ich selber im Grab.

Hier sind nun die Lieder, die einst so wild,

Wie ein Lavastrom, der dem Ätna entquillt,

Hervorgestürtzt aus dem tiefsten Gemüt,

Und rings viel blitzende Funken versprüht!

Nun liegen sie stumm und totengleich,

Nun starren sie kalt und nebelbleich,

Doch aufs neu die alte Glut sie belebt,

Wenn der Liebe Geist einst über sie schwebt.

Und es wird mir im Herzen viel Ahnung laut:

Der Liebe Geist einst über sie taut;

Einst kommt dies Buch in deine Hand,

Du süßes Lieb im fernen Land.

Dann löst sich des Liedes Zauberbann,

Die blaßen Buchstaben schaun dich an,

Sie schauen dir flehend ins schöne Aug',

Und flüstern mit Wehmut und Liebeshauch.

Heinrich Heine